# Give That Wolf a Banana
Give That Wolf a Banana is een single uit 2022 van het Noorse popduo Subwoolfer. Het lied vertegenwoordigde Noorwegen op het Eurovisie Songfestival 2022 in Turijn, Italië na het winnen van Melodi Grand Prix 2022, de nationale finale van Noorwegen. De single bereikte een top 5-plaats in de Noorse hitlijsten.

## In Turijn
Noorwegen plaatste zich op 10 mei 2022 voor de grote finale, en trad op in de eerste helft van de show. Op het einde van de finale bleek dat Noorwegen tiende was geëindigd met 182 punten. 